# U 418
U 418 war ein deutsches Unterseeboot des Typs VII C. Diese U-Bootklasse wurde auch „Atlantikboot“ genannt. Es wurde durch die Kriegsmarine während des U-Boot-Krieges im Nordatlantik eingesetzt.

## Technische Daten
Die Danziger Werft AG wurde durch die Kriegsmarine mit dem Bau von einem Dutzend VII C-Booten pro Jahr beauftragt. Die Danziger Werft fertigte bis zur Einnahme der Stadt durch die Rote Armee insgesamt 42 U-Boote dieses Typs. U 418 war Teil des fünften Bauauftrags an diese Werft, der insgesamt vier Boote des Typs VII C umfasste. Ein solches Boot hatte eine Länge von 67 m und eine Verdrängung von 865 m³ unter Wasser. Es wurde von zwei Dieselmotoren angetrieben, die eine Geschwindigkeit von 17 kn (31,6 km/h) gewährleisteten. Unter Wasser erbrachten zwei Elektromotoren eine Geschwindigkeit von 7 kn (12,6 km/h). Die Bewaffnung bestand bis 1944 aus einer 8,8-cm-Kanone und einer 2,0-cm-Flak an Deck sowie vier Bugtorpedorohren und einem Hecktorpedorohr. Als Wappen führte U 418 am Turm ein Schwert, das von einem Ring gekrönt wird, das das Zeichen der Crew 37b, dem Einstellungsjahrgang des Kommandanten.

## Kommandant
Gerhard Lange wurde am 22. Mai 1920 in Danzig geboren und trat 1937 in die Kriegsmarine ein. Im September 1941 wurde er Erster Wachoffizier auf U 436. Auf diesem Boot absolvierte Lange vier Feindfahrten und wurde im April 1942 zum Oberleutnant befördert. Nach einem einmonatigen Kommandantenlehrgang bei der 24. U-Flottille übernahm er am 21. Oktober 1942 das Kommando auf U 418. Zu diesem Zeitpunkt war Gerhard Lange mit 22 Jahren der zweitjüngste deutsche U-Boot-Kommandant.

## Einsatz und Geschichte
U 418 war zunächst als Ausbildungsboot der 8. U-Flottille unterstellt und unternahm Ausbildungsfahrten in der Ostsee zum Training der Besatzung. Am 1. Mai 1943 wurde es der 1. U-Flottille als Frontboot zugeteilt.

### Misslungene Offensive
U 418 lief am 24. April 1943 zu seiner ersten und einzigen Unternehmung aus. Die U-Bootführung beorderte – auch unter Abzug von Booten aus dem Nordmeer – mit 87 U-Booten eine erhebliche Anzahl in den Atlantik. Karl Dönitz hoffte, durch diese Streitmacht den Geleitzugverkehr im Nord- und Mittelatlantik, und insbesondere die Logistik der Operation Torch wesentlich zu stören. Diese Offensive wurde jedoch ein Fehlschlag und die deutschen U-Boote konnten die in sie gesetzten Erwartungen nicht erfüllen. Im Mai 1943 gingen 33 U-Boote mit 1.600 Mann verloren – mehr als doppelt so viele wie im verlustreichsten Kriegsmonat bisher. Zehn der eingesetzten Boote wurden bereits auf der Anfahrt zu den Routen der Geleitzüge versenkt.
U 418 war zwei der U-Bootgruppen zugeteilt, die nach Maßgaben der Rudeltaktik den Kampf mit den alliierten Geleitzügen suchten. Ab dem 11. Mai gehörte das Boot zur südöstlich von Kap Farvel zusammengestellten U-Bootgruppe Isar.  Als diese U-Bootgruppe viert Tage später aufgelöst wurde, teilte die U-Bootführung U 418 der neu zusammengestellten U-Bootgruppe Donau 1 zu, die gegen die Geleitzüge ONS 7, SC 130 und HX 233 eingesetzt wurde. Kommandant Lange erzielte bei diesen Einsätzen keine Versenkungen. Am 24. Mai brach Karl Dönitz die Offensive im Nordatlantik ab und befahl den meisten der eingesetzten Boote, sich in Gebiete zurückzuziehen, in denen weniger effiziente gegnerische Luftüberwachung erwartet wurde.

## Versenkung
Die deutschen U-Boote wurden hierfür in zwei Gruppen unterteilt. Boote, die noch über ausreichend Brennstoff verfügten, wurden in südlichere Seegebiete beordert, um die Geleitzüge auf der Route zwischen den USA und Gibraltar anzugreifen. U 418 gehörte zur zweiten Gruppe, die locker über den Nordatlantik verteilt wurde, um über regen Funkverkehr das fortgesetzte Vorhandensein operierender U-Bootgruppen vorzutäuschen. Am 1. Juni entdeckte der Pilot einer Bristol Beaufighter des 236. Geschwaders der Royal Air Force nordwestlich von Kap Ortegal ein aufgetaucht fahrendes U-Boot und griff es mit zwei Raketen an. Das Boot verschwand in sich grünlich verfärbendem Wasser, doch eine eindeutige Versenkung konnte der Pilot nicht feststellen. Erst mehrere Monate später konnte die Versenkung verifiziert werden, woraufhin der Pilot der Beaufighter, M. C. Bateman, das Distinguished Flying Cross erhielt.